# Acacia sericoflora
Acacia sericoflora — вид квіткових рослин з родини бобових. Ареал: Австралія (Північна територія).

## Середовище
Зустрічається на укосах та вздовж ліній струмків, зростаючи на глинистих або піщаних ґрунтах як частина лісових або чагарникових угруповань, що складаються з видів евкаліпта, мелалеуки та тріодії.

## Біоморфологічна характеристика
Дерево або кущ зазвичай виростає до 3,5 м заввишки та має гладку кору, яка шорсткіша біля основи. Міцні та кутасті гілочки сірого кольору та густо вкриті шовковистими волосками. Плоскі та прямі, від еліптичних до вузькоеліптичних філодії мають довжину від 12 до 19 см та ширину від 8 до 35 мм, вони мають дві чітко виражені головні жилки, що йдуть до основи. Цвіте з червня по липень, утворюючи жовті квітки. Квіткові колоси розташовані рідко, у довжину від 2 до 4,5 см. Після цвітіння утворюються лінійні стручки, що мають спіральну та скручену форму, завширшки близько 3 мм. Насіння всередині розташоване поздовжньо та має довжину близько 4 мм.